# Brunella Bovo
Brunella Bovo, all'anagrafe Bruna Bovo (Ponso, 8 marzo 1930 – Roma, 21 febbraio 2017), è stata un'attrice italiana attiva fra gli anni cinquanta e sessanta del XX secolo e risultò anche accreditata in un film a fine carriera con lo pseudonimo Barbara Hudson. Era la sorella maggiore dell'attrice Mariolina Bovo.

## Biografia
Nata da una famiglia di modeste origini in un piccolo paese della campagna a sud di Padova estesa tra le cittadine di Este e Montagnana, rimasta orfana di padre a soli quattro anni, si trasferì da bambina a Padova con la madre Ester e la sorellina Maria. Alla fine del secondo conflitto mondiale, si spostò nemmeno ventenne a Roma per tentare l'ammissione al Centro Sperimentale di Cinematografia (CSC) dopo aver superato a Milano le preselezioni, senza però riuscirvi.
Caparbia e convinta delle proprie possibilità, comparve per la prima volta sullo schermo nel 1949 con un piccolo ruolo in una sola sequenza del film di Giorgio Pàstina, Ho sognato il paradiso, in cui interpretò «una sposina in viaggio di nozze che assieme al marito [...] finisce in un albergo equivoco» e dove poté incrociare i protagonisti Vittorio Gassman e Geraldine Brooks. A darle notorietà furono però soprattutto le due successive pellicole a cui prese parte come protagonista, l'una diretta da Vittorio De Sica l'altra da Federico Fellini.

### Il successo cinematografico

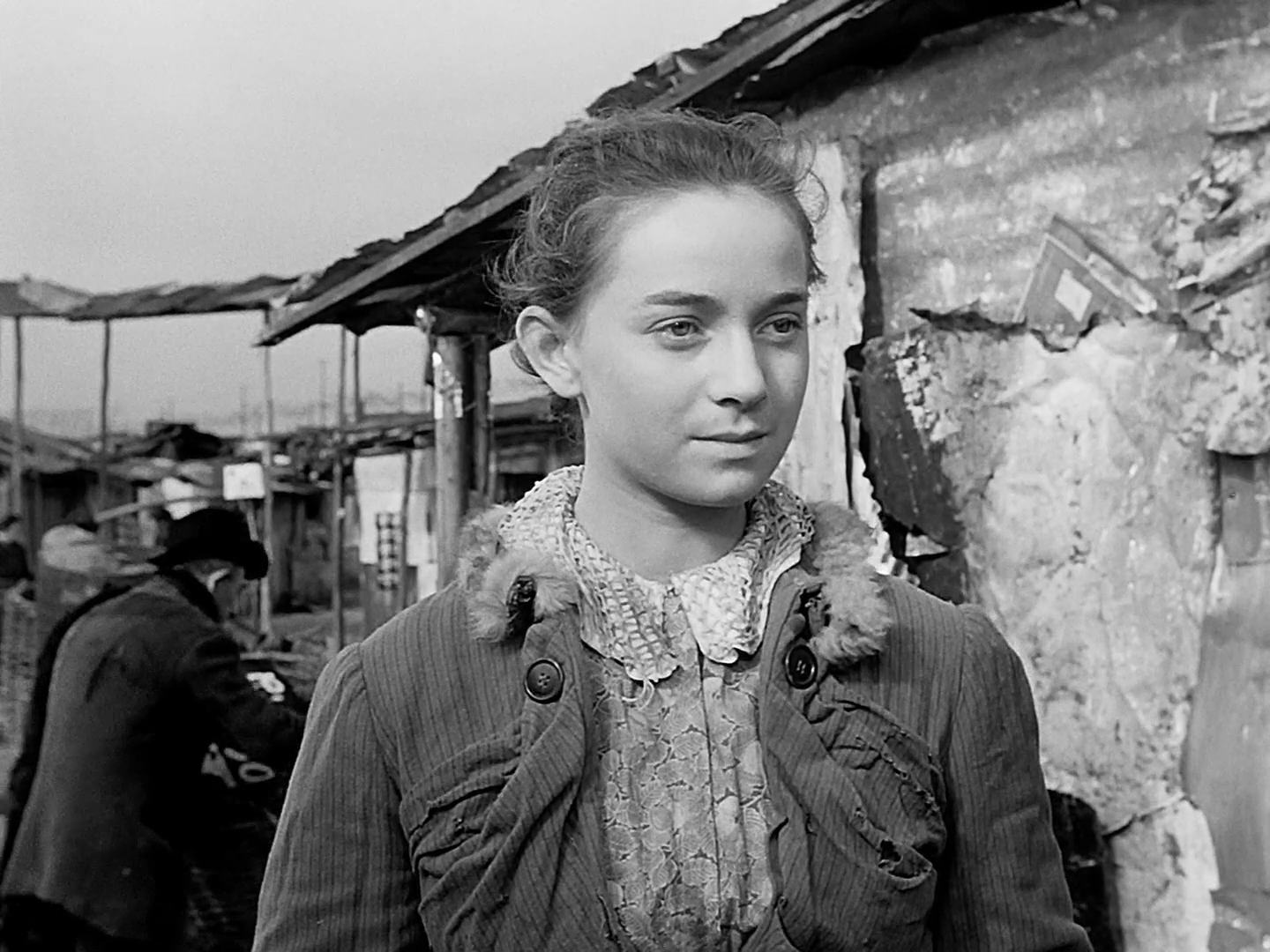
Brunella Bovo in Miracolo a Milano (1951)

De Sica la diresse nel film Miracolo a Milano, capolavoro allegorico del 1951 nato dal fecondo connubio con Cesare Zavattini. In questa occasione Bovo condivise il set con grandi professionisti come l'anziana e navigata Emma Gramatica, gli esperti Paolo Stoppa e Anna Carena, la danzatrice Alba Arnova. Bovo interpretava Edvige, la giovane e delicata domestica di nullatenenti innamoratasi di Totò, orfano buono e semplice interpretato da Francesco Golisano detto Geppa, improvvisatosi organizzatore e guida di barboni minacciati di sfratto da una baraccopoli costruita alla periferia della Milano dei primi anni del dopoguerra, città da una parte soverchiante nel suo movimento frenetico alla rincorsa della modernità, dall'altra produttrice di «distruzione degli ultimi spazi vivibili» e di «disagio della città» negli strati più umili e svantaggiati della popolazione.
Fellini la scelse invece quale protagonista femminile de Lo sceicco bianco (1952), primo film da lui esclusivamente diretto dopo l'esperienza condivisa con Alberto Lattuada di Luci del varietà. Brunella, doppiata da Rina Morelli, venne addirittura preferita dal regista, per la parte del personaggio principale, alla moglie Giulietta Masina, per via di una ricercata «ingenuità provinciale». Bovo interpretava infatti l'ingenua Wanda che, al fianco del meticoloso, pignolo e conformista marito Ivan, un debuttante Leopoldo Trieste, era di nuovo una sposina in luna di miele, ma questa volta rapita dal mondo favolistico e appassionatamente idealizzato dei fotoromanzi. Estasiata dal genere editoriale allora di maggiore popolarità tra le giovani donne di provincia, coinvolta da un carosello di personaggi in sfilata davanti a lei in un mondo illusoriamente costruito dalla sua fantasia sognatrice, trascinata progressivamente quasi in «un baratro fatale», doveva poi ricredersi amaramente quando il suo presunto eroe Fernando Rivoli, interpretato da Alberto Sordi, si rivelava invece lo squallido, bugiardo, profittevole quanto impacciato e un po' patetico figuro che era in realtà.

Alberto Sordi e Brunella Bovo ne Lo sceicco bianco (1952)

Tra gli anni cinquanta e sessanta l'attrice interpretò un'altra decina di film, spesso a basso costo e considerati b-movies dalla critica ma per la maggior parte, guardando agli incassi, popolari presso il pubblico: si trattava di pellicole spesso dal carattere melodrammatico, particolarmente apprezzato in Italia in forza di una radicata tradizione operistica e di un'editoria rosa in voga nel primo decennio post-bellico «nelle sue diverse sfumature [...] tra il 'neorealismo d'appendice', [...] ambientazioni e riferimenti tipici dell'iconografia neorealista in vicende passionali [...], e il 'neorealismo rosa' della commedia popolare». Così, ad esempio, in La vendetta di una pazza di Pino Mercanti, già in lavorazione al momento in cui la contattò Fellini, Brunella fu chiamata al ruolo di giovane figlia della protagonista, che, dopo un intreccio di circostanze tra il drammatico e lo strappalacrime, doveva condividere un finale carico di suspense.
Bovo fu poi protagonista nel film stabiese di sapore tardo-neorealista Soli per le strade di Silvio Siano, comprimaria in Fanciulle di lusso (1953), girato in Italia dal regista newyorkese Bernard Vorhaus, impegnata in una parte minore nel film Scampolo '53, remake cinematografico tratto da una commedia di Dario Nicodemi, infine protagonista accanto a un giovane Mario Girotti, il futuro Terence Hill, in I vagabondi delle stelle di Nino Stresa, uscito nel 1956. Ottenuta una certa popolarità e visibilità con copertine su rotocalchi, fu chiamata a comparire in festival cinematografici, concorsi di bellezza, persino a edizioni di rally del cinema, stabilendo contatto con molti personaggi famosi, oltre che del mondo dello spettacolo, dello sport, dell'arte, della cultura e dell'industria, anche in compagnia della sorella Mariolina, attrice a sua volta, e aprendosi a esperienze sia teatrali che nella nascente programmazione televisiva.

### La carriera televisiva
Già nell'ottobre di quell'anno compariva tra gli interpreti di una traduzione televisiva della commedia Esami di maturità dell'ungherese Ladislao Fodor. Ma le sue apparizioni in video furono molto limitate: la seconda risulta una piccola parte ben quattro anni dopo, nel 1958, in un adattamento televisivo ad opera del regista Anton Giulio Majano di un giallo firmato Guglielmo Giannini dal titolo Romeo Bar, dove recita invece da protagonista Valeria Moriconi che ritroverà molto tempo dopo a fianco di Alberto Lupo durante la lavorazione dello sceneggiato in 6 puntate tratto dal romanzo di Tolstoj Resurrezione, diretto da Franco Enriquez e trasmesso sul programma nazionale nel 1965, in cui lei invece, chiamata ad una parte minore, offrì però un'intensa interpretazione nel rappresentare una giovane e disgraziata compagna di prigionia ossessionata dalla morte violenta subita dal figlio neonato.
Quello fu anche l'anno dell'inizio della partecipazione in varie puntate della miniserie intitolata Le avventure di Laura Storm, che si svilupperà in due stagioni, incentrata su una giornalista-detective impersonata da Lauretta Masiero ed in cui brillava nel suo ruolo di simpatica domestica dalla chiara cadenza veneta. Ma lo stesso 1965 fu anche l'anno del definitivo commiato dal grande schermo, con l'ultimo film interpretato da protagonista femminile, il western all'italiana di Roberto Mauri dal titolo Colorado Charlie, dove compare accreditata con lo pseudonimo Barbara Hudson.
Lo pseudonimo Barbara Hudson utilizzato per accreditare Brunella Bovo nel suo ultimo film ha ingenerato successivamente qualche fraintendimento in merito ad una sua presunta partecipazione al film statunitense Wiretapper, regia di Dick Ross (1955). Nel cast di quel film, infatti, è presente effettivamente un'attrice di nome Barbara Hudson, nata il 2 febbraio 1921 a St. James, Minnesota, già arruolata tra le riserviste dell'esercito USA durante la Seconda Guerra Mondiale, poi attiva appunto anche nel mondo del cinema. La presenza nel web di un video del film e di un altro biografico memoriale dell'interprete americana ha potuto rivelare l'equivoco, portando ad un aggiornamento della filmografia dell'attrice italiana, rendendola più aderente alla realtà.
(Fonte: L. Canazza, Brunella Bovo, attrice scelta da Vittorio De Sica e Federico Fellini, Ponso, ed. autore, 2019, p. 67)

### La carriera teatrale e l'abbandono delle scene
Nel frattempo Bovo aveva esordito anche sul palcoscenico. Nel 1960 si era impegnata con Paolo Modugno al Teatro Pirandello di Roma nella rappresentazione di un testo del newyorkese William Saroyan, Hello, di fuori! e nella stagione 1961-1962 fu scritturata dalla Compagnia Goldoniana di Cesco Baseggio per interpretare il personaggio di Lucietta in Le baruffe chiozzotte e la parte di Rosaura in un'altra delle commedie nel repertorio del navigato capocomico trevigiano, Il bugiardo.
Del 1967 furono due lavori di prosa televisiva molto diversi tra loro, trasmessi entrambi nel mese di marzo a pochi giorni di distanza l'uno dall'altro: in entrambi venne chiamata a interpretare ruoli non da prim'attrice, ma in ambedue le prove non passò inosservata. In Holiday (Incantesimo), traduzione televisiva di una commedia sofisticata dello statunitense Philip Barry e le cui parti principali erano sostenute da Lea Massari e Paolo Ferrari, era una sempre lieta metà di una coppia felice, mentre ne Il processo di Santa Teresa del Bambino Gesù, cupa trasposizione ad opera di Vittorio Cottafavi di un testo teatrale concepito dall'autrice francese Marcelle Maurette, indossava la veste di un'umile novizia interrogata durante l'inchiesta per la canonizzazione della carmelitana di Lisieux, quasi un preannuncio di un'altra particolare prestazione cui sarebbe stata chiamata di lì a poco.
Si trattò del ruolo di Santa Chiara nello spettacolo realizzato nel 1968 dalla Compagnia Spettacoli Classici di Roma Laudato sie mi Signore, tratto dai Fioretti di San Francesco, a cura di Raffaello Lavagna, per la regia di Sergio Bargone, con Carlo Ninchi, nella parte di Innocenzo III e rappresentato fuori dai consueti spazi, oltre che a Roma in San Pietro in Vincoli, ad Anagni davanti alla cattedarale, ad Assisi, a San Damiano e a Santa Maria degli Angeli. Fece seguito l'ultima prova d'attrice, concessa nella particolare trasposizione televisiva di Ugo Gregoretti del romanzo scritto in gioventù da Charles Dickens, Il Circolo Pickwick. Una produzione trasmessa lo stesso 1968 in 6 puntate, con attori come Mario Pisu, Gigi Proietti, un re-incontrato Leopoldo Trieste ed Enzo Cerusico, del cui personaggio s'innamora proprio il suo, la cameriera Mary.
Seguì la decisione di lasciare set, palcoscenici e scene e di sposarsi, ritirandosi a vita privata tra Roma e il reatino, in Sabina, dove si dedicò alla costruzione di una casa di campagna, aprendo un'azienda agricola e producendo olio extra vergine di oliva. Da quel momento le sue apparizioni pubbliche furono molto limitate. Tra di esse sono da citare le interviste concesse, raccolte e pubblicate in video di versioni restaurate dei due film per cui è ancora ricordata, rispettivamente nel 2002 per Miracolo a Milano e nel 2004 per Lo sceicco bianco.
Nel 2009 il paese natio di Ponso le chiese del materiale per una mostra-ricordo che fu allestita grazie a un generoso e corposo invio via posta di foto ed articoli riguardanti la sua vita e la sua carriera che l'attrice rese disponibili con sua specifica per ogni uso fosse ritenuto utile, ma con preghiera che nulla andasse smarrito in vista dell'ipotetica realizzazione di un libro memoriale. La loro digitalizzazione e catalogazione, avvenuta prima della restituzione, risulterebbe l'unico archivio organizzato al momento conosciuto che la riguardi.

## Filmografia[49][50]

Vincenzo Musolino e Brunella Bovo nel film Dramma nel porto

- Ho sognato il paradiso, regia di Giorgio Pàstina (1949)
- Miracolo a Milano, regia di Vittorio De Sica (1951)
- La vendetta di una pazza, regia di Pino Mercanti (1951)
- Lo sceicco bianco, regia di Federico Fellini (1952)
- Fanciulle di lusso, regia di Bernard Vorhaus (1953)
- Scampolo '53, regia di Giorgio Bianchi (1953)
- Dieci canzoni d'amore da salvare, regia di Flavio Calzavara (1953)
- Soli per le strade, regia di Silvio Siano (1953)
- Dramma nel porto, regia di Roberto Bianchi Montero (1955)
- I vagabondi delle stelle, regia di Nino Stresa (1956)
- Salambò[51], regia di Sergio Grieco (1959)
- Gioventù di notte, regia di Mario Sequi (1961)
- Colorado Charlie, regia di Roberto Mauri (1965)

## Doppiatrici
- Renata Marini in Fanciulle di lusso, Dieci canzoni d'amore da salvare (dialoghi)
- Miranda Bonansea in La vendetta di una pazza[52]
- Rina Morelli in Lo sceicco bianco[14]
- Tina Centi in Dieci canzoni d'amore da salvare (canto)
- Vittoria Febbi in Colorado Charlie

## Teatro e spettacolo[53]
- Hello, di fuori (Hello Out There!) di William Saroyan, nel ruolo della Ragazza, con Paolo Modugno, Anna Maria d'Amore e Luigi Ramponi, regia di Luigi Pascutti (1960)
- Le baruffe chiozzotte di Carlo Goldoni, nel ruolo di Lucietta, Compagnia Goldoniana di Cesco Baseggio, tournée 1962-63
- Il bugiardo di Carlo Goldoni, nel ruolo di Rosaura, Compagnia Goldoniana di Cesco Baseggio, tournée 1962-63
- Laudato sie mi Signore, tratto da I fioretti di San Francesco, a cura di Raffaello Lavagna, nel ruolo di Santa Chiara, Compagnia Spettacoli Classici di Roma, regia di Sergio Bargone (1968)

## Prosa televisiva e sceneggiati Rai[54][55]
- Esami di maturità di Ladislao Fodor, nel ruolo di Caterina Korvath, regia di Mario Landi, trasmessa l'8 ottobre 1954.
- Romeo Bar di Guglielmo Giannini, nel ruolo dell'Infermiera, regia di Anton Giulio Majano, trasmessa il 5 settembre 1958.
- Resurrezione, dall'omonimo romanzo di Lev Tolstoj, nel ruolo della contadina, regia di Franco Enriquez, trasmessa dal 31 ottobre 1965.
- Le avventure di Laura Storm, (miniserie televisiva Rai), nel ruolo di Marietta, regia di Camillo Mastrocinque. Prima stagione trasmessa dall'11 agosto 1965, episodi Diamanti a gogò, Una bionda di troppo. Seconda stagione, trasmessa dal 21 agosto 1966, episodi Rapina in francobolli, I due volti della verità, Il tredicesimo coltello, A carte scoperte.
- Il processo di Santa Teresa del Bambino Gesù, di Marcelle Maurette[56], nel ruolo di Suor Anna di Gesù, conversa, regia di Vittorio Cottafavi, trasmessa il 24 marzo 1967.
- Holiday (Incantesimo) di Philip Barry, nel ruolo di Susanna Potter, regia di Leonardo Cortese, trasmessa il 31 marzo 1967.
- Il Circolo Pickwick, dall'omonimo romanzo di Charles Dickens, dalla quarta puntata nel ruolo di Mary, regia di Ugo Gregoretti, trasmessa dal 4 febbraio 1968.